# Natalija Zołotuchina
Natalija Ołehiwna Zołotuchina (ukr. Наталія Олегівна Золотухіна; ur. 4 stycznia 1985 w Charkowie) – ukraińska lekkoatletka specjalizująca się w rzucie młotem.
Międzynarodową karierę Ukrainka rozpoczęła w 2001 roku, kiedy na mistrzostwach świata juniorów młodszych w Debreczynie uplasowała się na piątej pozycji. W następnym roku, jako juniorka, wystartowała w mistrzostwach świata do lat 20. Piąta zawodniczka europejskiego czempionatu juniorów w Tampere (2003). Rok później ponownie uczestniczyła w mistrzostwach świata juniorów, zajmując 10. pozycję. W latach 2005–2007 dwukrotnie zajmowała trzecie miejsce podczas młodzieżowych mistrzostw Europy, natomiast pomiędzy 2005 a 2011 rokiem czterokrotnie występowała w czempionacie globu. W 2016 po raz pierwszy w karierze wystartowała na igrzyskach olimpijskich w Rio de Janeiro (2016), w których zajęła odległe miejsce i nie awansowała do finału.
Złota medalistka mistrzostw Ukrainy oraz reprezentantka kraju w drużynowych mistrzostwach Europy i pucharze Europy w rzutach.
Rekord życiowy: 72,22 (21 maja 2011, Humań).

## Osiągnięcia
| Rok  | Impreza                                 | Miejsce        | Konkurencja             | Pozycja              | Wynik   |
| ---- | --------------------------------------- | -------------- | ----------------------- | -------------------- | ------- |
| 2001 | Mistrzostwa świata juniorów młodszych   | Debreczyn      | rzut młotem             | 5. miejsce           | 56,26   |
| 2002 | Gimnazjada                              | Caen           | rzut młotem             | el. –                | 54,98   |
| 2002 | Mistrzostwa świata juniorów             | Kingston       | rzut młotem             | 7. miejsce           | 58,47   |
| 2003 | Mistrzostwa Europy juniorów             | Tampere        | rzut młotem             | 5. miejsce           | 63,14   |
| 2004 | Mistrzostwa świata juniorów             | Grosseto       | rzut młotem             | 10. miejsce          | 55,55   |
| 2005 | Młodzieżowe mistrzostwa Europy          | Erfurt         | rzut młotem             | 3. miejsce           | 67,75   |
| 2005 | Mistrzostwa świata                      | Helsinki       | rzut młotem             | el. – 12. miejsce    | 66,36   |
| 2006 | Zimowy puchar Europy w rzutach          | Tel Awiw       | rzut młotem             | 14. miejsce          | 63,43   |
| 2006 | Mistrzostwa Europy                      | Göteborg       | rzut młotem             | 10. miejsce          | 65,30   |
| 2007 | Zimowy puchar Europy w rzutach          | Jałta          | rzut młotem             | 11. miejsce          | 60,90   |
| 2007 | Młodzieżowe mistrzostwa Europy          | Debreczyn      | rzut młotem             | 3. miejsce           | 67,00   |
| 2007 | Mistrzostwa świata                      | Osaka          | rzut młotem             | el. – 28. miejsce    | 63,64   |
| 2009 | Mistrzostwa świata                      | Berlin         | rzut młotem             | el. – 28. miejsce    | 65,95   |
| 2010 | Zimowy puchar Europy w rzutach          | Arles          | rzut młotem             | 4. miejsce (Finał B) | 63,90   |
| 2010 | Superliga drużynowych mistrzostw Europy | Bergen         | rzut młotem             | 5. miejsce           | 68,32   |
| 2010 | Mistrzostwa Europy                      | Barcelona      | rzut młotem             | 9. miejsce           | 67,53   |
| 2011 | Zimowy puchar Europy w rzutach          | Sofia          | rzut młotem             | 8. miejsce           | 66,28   |
| 2011 | Światowe wojskowe igrzyska sportowe     | Rio de Janeiro | sztafeta 4 × 400 metrów | 4. miejsce           | 3:46,30 |
| 2011 | Światowe wojskowe igrzyska sportowe     | Rio de Janeiro | rzut młotem             | 2. miejsce           | 67,93   |
| 2011 | Mistrzostwa świata                      | Daegu          | rzut młotem             | el. – 18. miejsce    | 67,57   |
| 2016 | Puchar Europy w rzutach                 | Arad           | rzut młotem             | 9. miejsce           | 64,75   |
| 2016 | Igrzyska olimpijskie                    | Rio de Janeiro | rzut młotem             | el. – 31. miejsce    | 56,96   |